# Капелла (архитектура)
Капе́лла (итал. cappella, от лат. capella, позднелат. capere — помещать, накрывать; cappello, уменьш. от cappa — головной убор, накидка, колпак, капюшон одеяния монаха или католического священника) в средневековой архитектуре стран Западной Европы — небольшое сооружение или отдельное помещение в храме, церковный придел, пареклесия, предназначенные для частного алтаря, молитв и хранения реликвий. Близко понятию ораториум (oratorium — молитвенный дом, место для молитвы). В католических странах Восточной Европы капли́ца, капли́чка, божни́ца.
В средневековых замках и, позднее, во дворцах и частных домах — отдельное помещение, «молельная комната» или домовая церковь.
Впервые слово «капелла» употреблено в 679 году по отношению к парижской молельне меровингских королей, в которой хранилась священная реликвия католиков — плащ (cappa) св. Мартина Турского.

## Передача термина в русском языке
При переводе на русский язык понятие «капелла» в разных значениях часто передается словом «часовня» на основании целого ряда сходств, в обоих случаях речь идёт о храмовом помещении, отличаемом от церкви и, как правило, меньшего размера, имеющем самостоятельное посвящение какому-либо святому, церковному празднику, и обычно не предназначенном для общественных богослужений. Однако, в православной часовне отсутствует алтарь и она не предназначена для совершения литургии, в отличие от ряда католических капелл, которые представляют собой, в православном понимании, домовые церкви. При описании таких храмовых строений применение слова «часовня» не вполне корректно. Православная часовня также не может быть частью интерьера храма. В связи с этим при описании такого рода капелл католических храмов, наряду с терминами «капелла» и «часовня», некоторые авторы предпочитают использовать более близкий аналог — «придел».

## Капелла в истории архитектуры
В раннехристианских святилищах функцию молельни выполняли кубикулы (cubiculum — спальня) — в античных домах это отдельная спальная комната или небольшая ниша в виде экседры; в христианских катакомбах — сводчатая ниша для совместной молитвы, малые кубикулы использовали для захоронений.
Близкое значение: куву́клия (Κουβούκλιον — опочивальня) — это отдельная небольшая постройка типа мартирия для захоронений. Самая знаменитая — Кувуклия храма Гроба Господня в Иерусалиме.
В больших кафедральных соборах капеллы устраивали в боковых нефах, в трансептах и апсидиолах (малых апсидах), располагавшихся в деамбулатории (обходной галерее вокруг главного алтаря), они образовывали так называемый «венец капелл» (Kapellen Kranz). Каждую капеллу посвящали какому-либо святому, церковному празднику или историческому событию, связанному с возведением или освящением храма. Изнутри такие капеллы открываются в деамбулаторий и являются продолжением малых капелл боковых нефов, смыкающихся за алтарём. Подобная схема складывалась в западноевропейской романской архитектуре с X века в связи с увеличением количества культов местных святых, мощей и реликвий, привозимых паломниками из Святой земли. Наиболее завершённую форму венец капелл приобретает в готической архитектуре.
«Капеллами» со временем стали называть малые обетные (посвятительские) церкви, сакристии, сантуарии (святилища), мартирии (святилища мучеников), а также крипты под алтарём, где хранились главные посвятительские реликвии и проводили отдельные службы. С наименованием малых церковных служб, проводимых по григорианскому обычаю в капеллах с пением и музыкой, связано возникновение понятия капелла в значении «собрание духовных лиц» (с VIII века) и музыкального термина: «певчие, состав музыкантов» (с XV века).
Капеллы могут представлять собой достаточно большие помещения, например, Папская капелла в Ватикане, получившая название Сикстинской (1473—1481). Некоторые капеллы внешне неотличимы от собора, например, Дворцовая (Палатинская) Капелла Карла Великого (Pfalzkapelle) в Ахене (786—805). Посвятительские капеллы для хранения особо ценных реликвий создавали наподобие невероятно увеличенного реликвария. Таковы «Святая капелла» — Сент-Шапель (Sainte Chapelle) в Париже, построенная в 1242—1248 годах для хранения Тернового венца Христа, Капелла Святого Вацлава в Соборе Святого Вита в Праге (X век) или Капелла Св. Креста в замке Карлштейн близ Праги (1350-е годы).

## Галерея
- Палатинская Капелла Карла Великого в Ахене. Нижняя церковь
- Капелла Людовика Святого: Сент-Шапель в Париже. Нижняя церковь
- Капелла Генриха VII при Вестминстерском аббатстве в Лондоне
- Средневековая университетская капелла в Кембридже
- Рослинская капелла (Шотландия)
- Сикстинская капелла в Ватикане
- Капелла Бранкаччи в церкви Санта-Мария-дель-Кармине во Флоренции
- Капелла реликвий в базилике св. Антония в Падуе
- Палатинская капелла в Палермо
- Готическая капелла в Петергофе, освящённая как православная церковь Св. Александра Невского